# Синдром бажання
Синдром бажання — дебютний студійний альбом київського метал-гурту «ТОЛ». Вийшов 7 грудня 2005 року на лейблі Moon Records. Продюсером альбому став Влад Ляшенко.

## Історія створення
Після успішного, для команди, 2004 року, учасники гурту ухвалили рішення записати повноцінний музичний альбом. Перші два треки («Хто Я» і «Капітулюй») записали на студії «Adioz».
На початку 2005 року група змінила студію на «White Studio», де записала іншу частину матеріалу. Варто зазначити, що пісня «H2Obi» записана на подвійній швидкості. Робота над альбомом в цілому тривала протягом 8 місяців.

### Назва альбому
Спочатку планували назвати альбом «кара0к», проте назву поспішно замінили на «Синдром бажання». Пірати почали поширювати диск під назвою «кара0к» задовго до офіційного виходу альбому, при чому на компакт-диску містилися недопрацьовані та демо-записи раннього періоду творчості гурту.

### Музичні відеокліпи
Всього на композиції з альбому було відзнято три відеокліпи, які потрапили у ефір телеканалів A-ONE та Enter Music.
Віктор Придувалов виступив режисером кліпу «Хто Я» та займався монтажем відео для кліпу «Самознищення».
На композицію «III-Ki» було змонтовано відеокліп з концертних записів гурту. Зйомкою матеріалу займався Влад Ляшенко, а змонтував відео Василь Переверзєв.

## Список композицій
| #     | Назва               | Тривалість |
| ----- | ------------------- | ---------- |
| 1.    | «В'їзд»             | 0:46       |
| 2.    | «Ко.Ти?» (слухатиⓘ) | 4:32       |
| 3.    | «КАтаФАлК»          | 4:02       |
| 4.    | «Самознищення»      | 3:39       |
| 5.    | «Страх»             | 4:24       |
| 6.    | «Капітулюй»         | 4:29       |
| 7.    | «ПНД»               | 4:16       |
| 8.    | «Хто Я?»            | 3:54       |
| 9.    | «III-Ki»            | 4:07       |
| 10.   | «ZLO»               | 3:45       |
| 11.   | «FAQ»               | 5:01       |
| 12.   | «S.P.»              | 4:46       |
| 13.   | «H2Obi»             | 1:17       |
| 14.   | «Сумніви»           | 4:52       |
| 15.   | «Виїзд»             | 0:45       |
| 54:43 |                     |            |

## Відгуки
На сайті «Умка» редактор Антон Лейба зазначає, що «груба, наполеглива музична хвиля альбому дивним чином прочищає мозок — і залишає його невинним. Дуже дивний приклад суперпохмурого оптимізму, його нервова усмішка руйнує пустоту обіцянок».
Поет Богдан-Олег Горобчук у статті для Еспресо TV включив даний альбом до списку «30 альбомів України: найкраща наша музика часів незалежності» та написав, що після прослуховування альбому «тягне хіба поридати від мізантропічної безнадії, так тонко і безкомпромісно втіленої командою». Також він зазначає, що цей альбом для гурту є еталонним та знаковий тим, що є популярнішим від решти переважно російськомовних повноформатних робіт команди.

## Учасники запису
У записі альбому взяли участь:
- Василь «Prozorowww» Переверзев — вокал, автор тексту пісень
- Сергій «KNOB» Любінський — гітара, звукорежисер
- Євген «Dakila» Петрусенко — гітара
- Дмитро «Джимбо» Дзюба — бас-гітара
- Юрій «Раzборчивый» Іщенко — ударні
- Олександр «DigiTOL» Козярук — семплер, ді-джей